# Кей Кендалл
Кей Кендалл (англ. Kay Kendall; 21 травня 1926 — 6 вересня 1959) — британська акторка.
На кіноекранах дебютувала в 1946 році в музичному фільмі «Лондон-таун». Попри те, що фільм провалився в прокаті, Кей Кендалл продовжила акторську кар'єру, досягши популярності в британському комедійному фільмі «Женев'єв» в 1953 році. Будучи досить затребуваною в британських фільмах, вона домоглася успіху і в американської аудиторії, отримавши в 1957 році премію «Золотий глобус» за роль у мюзиклі «Дівчата» з Джином Келлі.
У 1955 році у Кей Кендалл почався роман з популярним британським актором Рексом Гаррісоном, після спільної роботи у фільмі «Постійний чоловік». У 1957 році вони одружилися, а незабаром після цього в акторки діагностували мієлоїдний лейкоз. Кей Кендалл померла в 1959 році в Лондоні у віці 33 років.